# IV (album de Winger)
Pour les articles homonymes, voir IV.
Albums de Winger
Pull
(1993) Karma
(2009)
IV est le 4e album studio du groupe Winger sorti en 2006.

## Titres
Toutes les pistes par Kip Winger & Reb Beach, sauf indication.
1. "Right Up Ahead" - 5:07 -
2. "Blue Suede Shoes" - 3:46 -
3. "Four Leaf Clover" - 4:18 -
4. "M16" - 3:57 - (K.Winger)
5. "Your Great Escape" - 3:55 - (K.Winger, R.Beach, P.Winger)
6. "Disappear" - 3:49 -
7. "On A Day Like Today" - 6:24 - (K.Winger, R.Beach, P.Winger)
8. "Livin' Just To Die" - 3:40 -
9. "Short Flight To Mexico" - 4:18 - (K.Winger, R.Beach, P.Winger)
10. "Generica" - 6:33 -
11. "Can't Take It Back" - 5:07 -

## Formation
- Kip Winger - chants, basse, claviers, guitare acoustique
- Reb Beach - guitares
- John Roth - guitares
- Rod Morgenstein - batterie
- Cenk Eroglu - claviers, guitares & effets

### Avec
- Denny McDonald - chœurs
- Paula Winger - chœurs